# Steeleye Span
Gli Steeleye Span sono un gruppo folk rock inglese, tra i principali esponenti del genere.
Il nome del gruppo è tratto da una ballata del Lincolnshire Harkstow Grange, che narra di un litigio tra John "Steeleye" Span and John Bowlin. Il nome viene proposto da Tim Hart alla formazione della band, e vince la votazione contro 'Middlemarch Wait' e 'Iyubidin's Wait'.

## Storia del gruppo

### Gli inizi
Si formarono a St Albans, in Inghilterra, nel 1970 su iniziativa del bassista Ashley Hutchings, che dopo aver abbandonato i Fairport Convention, a seguito di un incidente automobilistico ed il successivo album Liege & Lief,  decise di fondare un proprio gruppo di folk revival.
Oltre ai diversi intenti musicali secondo il chitarrista Simon Nicol le motivazioni sono altre: "Per quanto la ragione di facciata riguardasse le differenze musicali e il differente interesse per il materiale tradizionale, io penso che l'incidente sia il vero motivo per cui Ashley decise che non poteva continuare con noi".
La prima formazione era composta da Hutchings, dal trio irlandese Sweeney's Men (Johnny Moynihan, Andy Irvine e Terry Woods) e dalla moglie di Woods, Gay. Subito dopo Hutchings incontrò il duo folk Tim Hart e Maddy Prior, che suonava nei folk club di Londra e che andò a sostituire Moynihan e Irvine (che fonderà poi i Planxty). 
Il gruppo, con 2 voci femminili (Maddy Prior e Gay Woods), fu un'eccezione per l'epoca, e si esibì al vivo fino alla pubblicazione del primo album Hark! The Village Wait nel 1970.
Durante i tre mesi di convivenza nella stessa casa per le registrazioni si crearono tensioni tra Hart e Prior e i coniugi Woods, che lasceranno la band poco dopo e sostituiti dal chitarrista Martin Carthy e dal violinista Peter Knight.
Con la nuova formazione incise due album Please to See the King nel 1971 e Ten Man Mop o Mr. Reservoir Butler Rides Again 1972.

### La svolta
Dopo il terzo album il gruppo scaricarono il manager Jo Lustig che voleva spingere il gruppo ad un sound più commerciale. Lasciarono anche Carthy e Hutchings, alla ricerca di progetti più filologicamente folk, il primo per una carriera solista, Hutchings andò a formare la Albion Band, e furono sostituiti dal chitarrista elettrico Bob Johnson e dal bassista Rick Kemp che portarono alla band un sound più rock.
Nel frattempo gli Steeleye Span avevano firmato con la Chrysalis Records un contratto che durerà per ben dieci album.
Nel 1972 pubblicarono il quarto album, Below the Salt, in cui i brani tradizionali, alcuni anche di qualche secolo prima, vengono riletti con arrangiamenti rock.
Nel 1973 uscì il disco Parcel of Rogues e successivamente entrò in pianta stabile il primo batterista del gruppo Nigel Pegrum, ex membro del Patrick Samson Set. Nel mese di dicembre il singolo Gaudete estratto dall'album Below the Salt entrò al 14º posto della classifica dei singoli e portò per la prima volta gli Steeleye Span a suonare a Top of the Pops.
Nel 1974 pubblicarono il sesto album, dal titolo esemplificativo Now We Are Six (Adesso siamo sei), prodotto da Ian Anderson dei Jethro Tull, disco che include il brano Thomas the Rhymer, già più volte suonato dal vivo. Ospite nella cover di To Know Him Is to Love Him appare David Bowie al sassofono.
Commoners Crown è del 1975 e contiene, tra gli altri, la ballata epica Long Lankin, il lungo strumentale Bach Goes to Limerick e New York Girls, in cui Peter Sellers suona l'ukulele.
Nell'ottobre del 1975 gli Steeleye Span pubblicarono All Around My Hat, il loro album di maggior successo commerciale, che raggiunse il 7º posto delle classifiche inglesi, mentre l'omonimo singolo il quinto. Nonostante il successo, o forse proprio per questo, il gruppo venne aspramente criticato dai puristi del folk per il sound, che ormai comprende robuste iniezioni di rock, anche con venature hard.

### La fine degli anni settanta e gli anni ottanta
Peter Knight e Bob Johnson lasciarono il gruppo per suonare nei The King of Elfland's Daughter.
Nel 1977 per l'album Storm Force Ten tornò alla chitarra Martin Carthy che portò con sé il fisarmonicista John Kirkpatrick. La fisarmonica sostituì il fiddle di Knight, ciò comporta un notevole cambiamento al suono. L'anno successivo questa formazione registrò il primo live del gruppo Live at Last, ma Carthy e Kirkpatrick non erano interessati a seguire il gruppo a lungo e dopo pochi mesi abbandonarono.
Ma il gruppo per contratto doveva incidere un altro album, e nel 1980 tornarono quindi Knight e Johnson per Sails of Silver, album in cui il gruppo abbandona i brani tradizionali per incidere brani autografi, con temi storici e pseudo folk. Il disco non è un grande successo, questo portò Hart a ritirarsi a vita privata, gli altri membri si dedicarono a progetti musicali paralleli.
Johnson aprì un ristorante e si laureò in psicologia, Pegrum aprì uno studio di registrazione, la coppia Prior e Kemp incise in dieci anni 4 album (di cui 1 dal vivo) e mise su famiglia.
Nel 1986 pubblicarono il primo disco senza Hart, Back in Line. L'esecuzione di Blackleg Miner, tradizionale del XX secolo, ma tornato in vita durante gli scioperi del 1984-1985, fu accompagnata da lunghe polemiche.
Nel 1989 anche Kemp, che si dovette operare a una spalla, abbandonò il gruppo e fu sostituito da Tim Harries, bassista autodidatta, nonché pianista e contrabbassista classico.
Con Harries, gli Steeleye Span incisero Tempted and Tried, poi anche Pegrum lasciò il gruppo per trasferirsi in Australia.
Entrò nella band l'eccentrico batterista Liam Genockey, che suonava con Knight nel gruppo jazz Moire Music. Rispetto al suono rock di Pegrum, Genockey è più vario prendendo elementi dal modo di suonare le percussioni irlandese, africano e jazz. I nuovi membri portarono nuova linfa al gruppo, dando nuove motivazioni anche ai membri storici.

### L'abbandono di Maddy Prior
Nel 1995 tutti i membri passati e presenti del gruppo si ritrovarono a suonare insieme per il concerto del 25º anniversario della band, unico assente Terry Woods.
Maddy Prior iniziò ad avere problemi alla voce e Gay Woods tornò nella band. Dopo sette anni, nel 1996 venne inciso un nuovo album, Time.
Nel 1997 Maddy Prior abbandonò definitivamente il gruppo, ma gli Steeleye Span continuano con una vena produttiva che non avevano da anni pubblicando Horkstow Grange (1998) e Bedlam Born (2000). 
Ma senza Maddy, la popolarità degli Steeleye Span tende a svanire, Horkstow Grange è troppo folk, mentre Bedlam Born è troppo rock. Ci sono anche dei disaccordi nella band tra Woods e Johnson riguardo ai brani da eseguire dal vivo, la prima favorisce i brani più vecchi, il secondo quelli del nuovo repertorio.
Nel 1998 Genockey è sostituito da Dave Mattacks. Il risultato dei dissapori sono l'abbandono sia di Woods che di Johnson, per un periodo il gruppo consiste solo di Peter Knight e Tim Harries intorno ai quali si alternano numerosi turnisti, poi torna anche Kemp.

### Il ritorno
Nel 2002, dopo alcuni anni di incertezza, gli Steeleye Span si riformano.
Knight indice sul web un sondaggio tra i fan per sapere quali canzoni vorrebbero che il gruppo reincidesse, con i risultati alla mano convince Genockey e Prior a tornare, arruola Johnson e insieme a Kemp e Knight pubblicano Present - The Very Best of Steeleye Span, un doppio CD con nuove incisioni dei vecchi brani.
Ma le condizioni di Johnson gli impediscono di suonare dal vivo e viene quindi sostituito da Ken Nicol, della Albion Band.
Nel 2004 gli Steeleye incidono They Called Her Babylon, e dopo un lungo tour in Europa e Australia il disco natalizio Winter.
Nel 2006 suonano al Festival di Cropredy. Viene pubblicato un album e un DVD del tour del 2004.
In novembre pubblicano l'ultimo album Bloody Men.
Seguono altri cambiamenti, l'attuale formazione comprende Maddy Prior (voce), Benji Kirkpatrick, Andrew "Spud" Sinclair e Julian Littman (chitarra), Roger Carey (basso, voce), Jessie May Smart (violino, piano, voce), e Liam Genockey (batteria e percussioni).

## Formazione

### Formazione attuale
- Maddy Prior – voce (1969–1978, 1980–1997, 2002–presente)
- Liam Genockey – batteria, percussioni (1989–1997, 2002–presente)
- Andrew "Spud" Sinclair – chitarra (2015–presente)
- Julian Littman – chitarra, voce (2010–presente)
- Jessie May Smart – violino (2014–presente)
- Benji Kirkpatrick – chitarra (2017–presente)
- Roger Carey – basso (2017–presente)

### Ex componenti
- Tim Hart – chitarra, dulcimer, mandolino, voce (1969–1978, 1980–1982; morto nel 2009)
- Ashley Hutchings – basso, voce (1969–1972)
- Gay Woods – voce, bodhran (1969–1970, 1995–2001)
- Terry Woods – chitarra, concertina, voce (1969–1970)
- Martin Carthy – chitarra, tastiere, voce (1971–1972, 1977–1978)
- Bob Johnson – chitarra, voce (1972–1977, 1980–2000, 2002)
- Nigel Pegrum – batteria, percussioni, flauto (1973–1978, 1980–1989)
- John Kirkpatrick – accordion, voce (1977–1978)
- Mark Williamson – basso (1986)
- Chris Staines – basso (1986–1987)
- Dave Mattacks – batteria, percussioni (1969–1970, 1997–2001)
- Tim Harries – basso, piano, chitarra, voce (1988–2002)
- Michael Gregory – batteria, percussioni (1995)
- Terl Bryant – batteria, percussioni (2001–2002)
- Ken Nicol – chitarra, voce (2002–2010)
- Peter Knight – fiddle, tastiere, chitarra, voce (1971–1977, 1980–2013)
- Pete Zorn – chitarra, woodwind (2009–2015; morto nel 2016)
- Rick Kemp – basso, batteria, voce (1972–1978, 1980–1986, 1995, 2000–2016)

## Discografia

### Album in studio
- 1970 - Hark! The Village Wait
- 1971 - Please to See the King
- 1971 - Ten Man Mop, or Mr. Reservoir Butler Rides Again
- 1972 - Below the Salt
- 1973 - Parcel of Rogues
- 1974 - Now We Are Six
- 1975 - Commoners Crown
- 1975 - All Around My Hat
- 1976 - Rocket Cottage
- 1977 - Storm Force Ten
- 1980 - Sails of Silver
- 1986 - Back in Line
- 1989 - Tempted and Tried
- 1996 - Time
- 1998 - Horkstow Grange
- 2000 - Bedlam Born
- 2002 - Present--The Very Best of Steeleye Span
- 2004 - They Called Her Babylon
- 2004 - Winter
- 2006 - Bloody Men
- 2013 - Wintersmith - in Collaboration with Terry Pratchett
- 2016 - Dodgy Bastards
- 2019 - Est'd 1969

### Live
- 1978 - Live at Last
- 1992 - Tonight's the Night...Live
- 1994 - The Collection: Steeleye Span in Concert
- 1999 - The Journey
- 2006 - Folk Rock Pioneers in Concert
- 2020 - The 50th Anniversary Tour